# Goričar
Goričar je priimek v Sloveniji, ki ga je po podatkih Statističnega urada Republike Slovenije na dan 1. januarja 2010 uporabljalo 83 oseb in je med vsemi priimki po pogostosti uporabe uvrščen na 5.104. mesto.

## Znani nosilci priimka
- Andrej Goričar (*1971), pianist, skladatelj in glasbeni pedagog
- Barbara Goričar (1938—1992), novinarka
- Janez Frančišek Goričar (18. stoletje), zborovodja
- Jože (Josip) Goričar (1873—1955), pravnik, diplomat in publicist
- Jože Goričar (1907—1985), pravnik in sociolog, univerzitetni profesor, akademik
- Maks Goričar (1877—?) umetnostni zgodovinar, duhovnik
- Matija Goričar (1883—1956), podjetnik in politik (župan Mozirja)
- Slavko Goričar (*1943), klarinetist in glasbeni pedagog (prof. AG)